# Adonis multiflora
Adonis multiflora är en ranunkelväxtart som beskrevs av T. Nishikawa och K. Ito. Adonis multiflora ingår i släktet adonisar, och familjen ranunkelväxter. Inga underarter finns listade i Catalogue of Life.